# Place forte
 (juillet 2025).
Si vous disposez d'ouvrages ou d'articles de référence ou si vous connaissez des sites web de qualité traitant du thème abordé ici, merci de compléter l'article en donnant les références utiles à sa vérifiabilité et en les liant à la section « Notes et références ».
 (juin 2006).
Pour les articles homonymes, voir Forte.
« forteresse » redirige ici. Pour les autres significations, voir forteresse (homonymie).

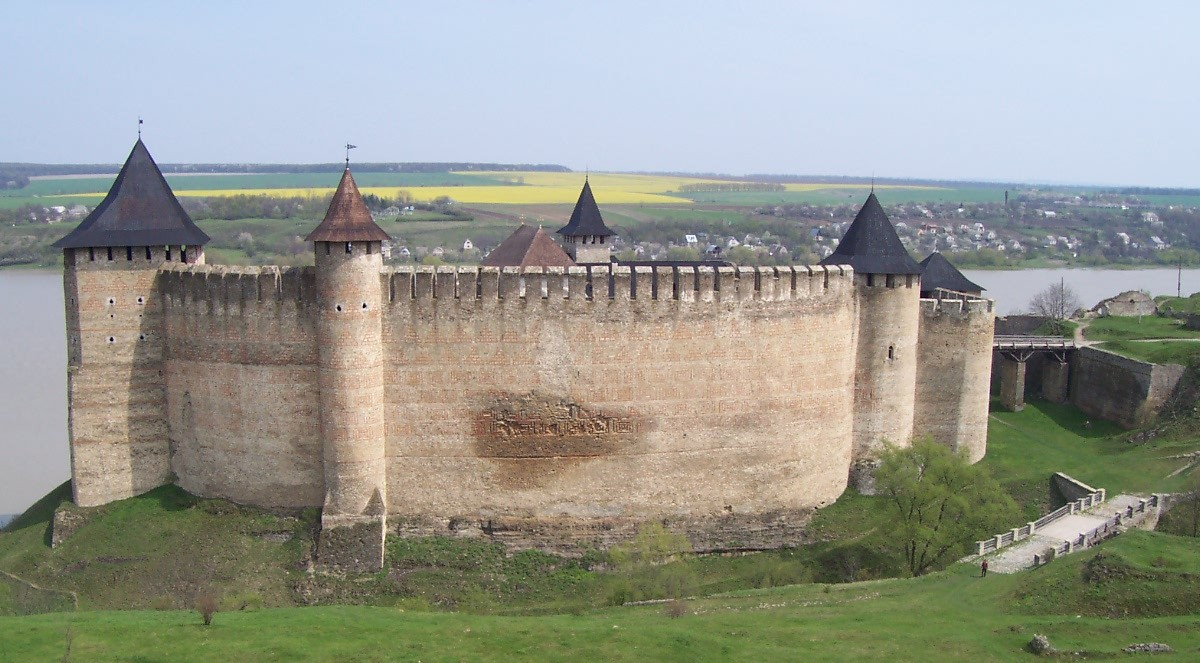
L'ancienne place forte de Khotyn est une des sept merveilles d'Ukraine.

Une place forte, ou communément en langage militaire, une place, est un ensemble cohérent de fortifications visant à protéger non seulement le terrain enclos, mais aussi le terroir environnant et un territoire situé en arrière (vis-à-vis d'un ennemi) de la place.

## Points d'établissement
Les places fortes s'établissent sur les voies géographiques les plus aisées, les points de passage les plus fréquentés : soit des franchissements (site-pont, col de montagne), soit des atterrissages ou des points d'accostage (en bord de mer, de lac ou de rivière), soit tout point d'une route fréquentée.

## Principes généraux
Une place forte a trois rôles principaux.

### Rôle de fermeture
Le rôle de fermeture, complète ou partielle, est rempli quand la place forte bloque une zone par son potentiel et permet de trier, voire d'interdire le passage. Trier : en temps de paix, ne laisser passer que ce qui apporte intérêt (au moyen d'une taxe prélevée sur les commerçants), ou ce qui n'apporte rien à un adversaire ; interdire : en temps de guerre, interdire le passage du point contrôlé, soit parce qu'il s'agit d'un pont enfermé dans la place, soit parce que la voie de passage est sous le feu de la place forte, soit parce que les troupes cantonnées dans la place sont à même d'intercepter le trafic à proximité.
Ce rôle dévolu aux places fortes explique leur site dans certaines villes : la citadelle d'Amiens est ainsi construite au XVIIe siècle au nord de la ville, sur la rive droite de la Somme, afin de protéger les ponts des Espagnols, venant théoriquement du nord.
Elle permet aussi de protéger une route stratégique : ainsi les Romains établirent des colonies dans le sud de la Gaule pour protéger la route entre la péninsule italique et l'Espagne au IIe siècle av. J.-C., et la France construisit des forts le long des fleuves Saint-Laurent et Mississippi en Amérique de Nord, afin de protéger les communications entre Montréal et La Nouvelle-Orléans.
Dans la logique de frontière fortifiée des XVIIe et XVIIIe siècles, certaines places fortes furent construites uniquement pour contrôler des chemins praticables aux lourds attelages d'artillerie : certains gros canons de siège nécessitaient des attelages allant jusqu'à 24 bœufs, donc un chemin offrant une bonne viabilité en toute saison était d’un intérêt stratégique. Les places de Phalsbourg, La Petite-Pierre, Saverne y trouvent leur origine. La résistance des sols est d'ailleurs toujours une donnée à prendre en compte lors du déplacement d'une armée moderne (avec des matériels dépassant les 40 tonnes).

### Compensation d'effectifs

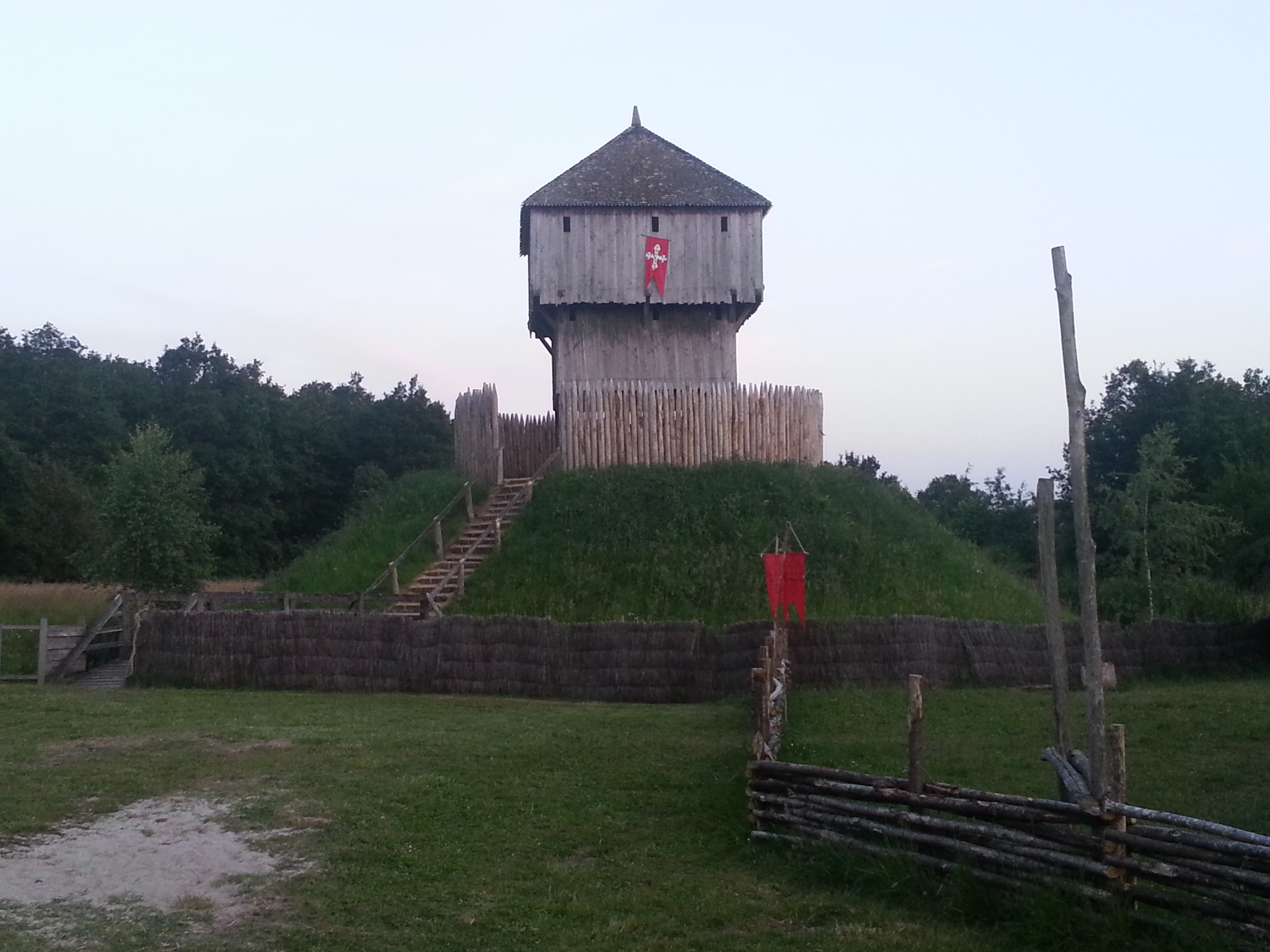
Le château à motte de Saint-Sylvain-d'Anjou, reconstitution d'une motte du XIe siècle.

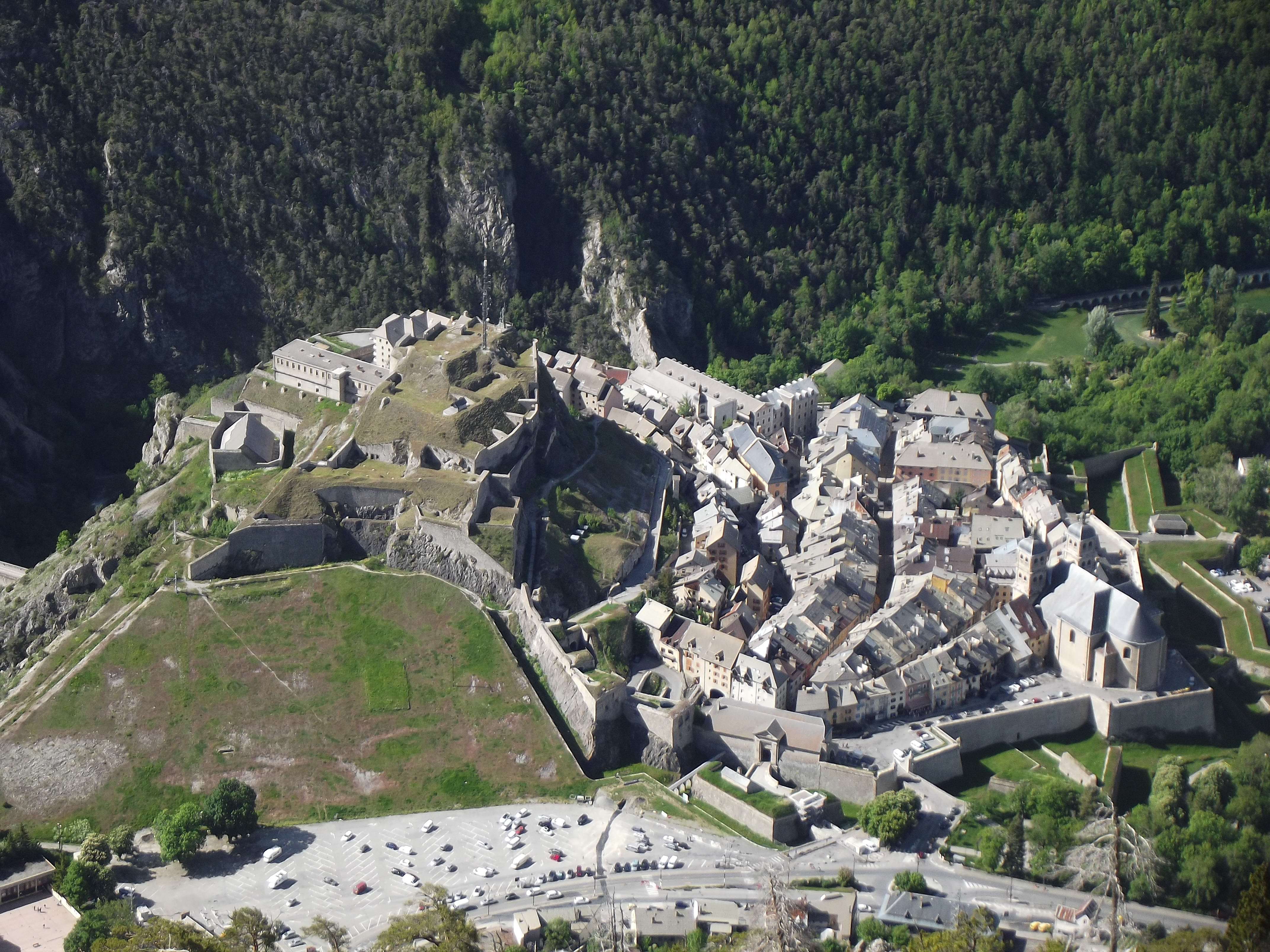
Place forte de Briançon, typique des fortifications en étoile conçues par Vauban.

La place forte offre à une garnison aux faibles effectifs une compensation d'effectifs face à un assaillant nombreux de plusieurs manières. Traditionnellement, on recherchait une position en surplomb, à la fois pour l'observation et le tir ; ce surplomb (tour, muraille, augmenté par un terrassement comme les mottes féodales) freine également l'élan de l'ennemi.
Le fossé, l'escarpe, la rivière ou le fossé en eau, le lac artificiel ou les marais sont des ruptures dans le terrain, qui permettent de ralentir l'assaillant, voire d'empêcher son passage, donc de rétablir un équilibre en faveur de l'assiégé. L'assaillant ralenti offre une bonne cible, est moins vaillant au combat s'il a consenti d'importants efforts avant de parvenir au contact. Quand le front est réduit en un point étroit, comme un pont, l'avantage du nombre s'annule.
Depuis plusieurs siècles et l'apparition de l'artillerie, le surplomb a progressivement perdu de son importance, et est même devenu un désavantage, offrant une cible facile aux canons. Dans les fortifications vaubaniennes des XVIIe et XVIIIe siècles, les casemates dépassent à peine du niveau du sol, le surplomb ne subsistant que pour le contact immédiat avec l'assaillant grâce à un fossé.
Les places fortes construites par Vauban offraient un si bon rapport de forces aux défenseurs que Louis XIV put en établir une à Mont-Royal sur la Moselle, à 100 km de son royaume, marquant ainsi l'intérêt qu'il avait pour les évêchés suffragants. Il s'offrait ainsi un droit de regard à peu de frais sur la région.
Une position bien choisie permet de bloquer totalement une armée avec des effectifs réduits : ainsi, en 1940, une simple tourelle équipée de deux canons de 75 mm à Roche-Lacroix empêcha le passage de plusieurs divisions italiennes par le col de Larche vers la vallée de l'Ubaye.

### Base de départ
Une place forte ne prend sa pleine utilité que lorsqu'elle est aussi une base de départ pour attaquer l'ennemi, et qu'elle ne se cantonne pas à un rôle défensif, passif même, d'attente de l'adversaire.
Elle peut jouer un rôle offensif de plusieurs manières :
1. Soit en utilisant une partie de sa garnison (souvent quelques pelotons de cavalerie étaient détachés dans les places fortes à cet effet, avec des troupes légères : chasseurs, tirailleurs) pour attaquer les arrières de l'ennemi. Il ne s'agit pas de provoquer des combats décisifs, mais de gêner les communications et la logistique adverses, de ralentir sa progression alors même qu'il ne s'est pas attardé à assiéger la place. Cette possibilité de mouvement qu'a une garnison a souvent contraint les armées assaillantes à laisser un détachement pour empêcher ces sorties. Ainsi, la place forte affaiblit l'armée adverse, même sans combat. Les sorties sont également pratiquées en cas de siège :
  - pour soulager une partie de l'enceinte pendant un assaut critique, en prenant l'ennemi à revers,
  - pour permettre à un convoi de ravitaillement de pénétrer dans l'enceinte,
  - pour permettre le passage d'un courrier ;
2. Soit en constituant un relais pour une offensive de plus grande envergure. Elle est alors un point d'appui, un relais où trouver repos, vivres et munitions, où refaire son équipement.

Ainsi la bataille de Taillebourg en 1242, pour contrôler un pont sur la Charente, se joua en partie sur la possession du château qui offrit un lieu de repos protégé, un point d'observation et une base de départ pour la charge de cavalerie de Louis IX.

## Défense d'une place forte

### Préparation
En temps de paix, la vie quotidienne était réglée, en France, par le règlement sur le service de place. Les armées étrangères avaient des dispositifs analogues.
Tous les théoriciens de la guerre de siège et grands poliorcètes insistent sur le fait que le gouverneur doit avoir une très bonne connaissance du contexte dans lequel se situe sa place, contexte aussi bien stratégique que tactique.
Avant le siège, il doit prévoir tous les cas de figure possibles, toutes les attaques éventuelles et les réponses à y apporter avec les moyens disponibles. Ainsi au XVIIe siècle en France, sur le modèle des Pays-Bas, les intendants « de police, justice et finances » civils sont chargés de mesurer et développer le potentiel économique d'une région, afin d'équiper les armées, et le génie militaire crée des cartes des zones fréquemment inondées, des secteurs que l'on peut submerger de façon défensive, et des gués : on retrouve ici le rôle de verrou sur une voie de passage de la place forte. Les zones de marais forment souvent, en négatif, un lieu de passage privilégié, qu'il convient de fortifier : ainsi de Sedan, au milieu d'une zone de marais entre Champagne et Ardenne. Ce pont incontournable sur la Meuse est également un exemple de la nécessaire connaissance de l'environnement : les défaites de 1870 (siège de Sedan) et 1940 (percée de Sedan) sont en partie dues à la croyance que l'Ardenne était infranchissable au matériel lourd, alors qu'une armée de 40 000 hommes de Louis XIV l'avait franchi pour le siège de Maastricht, suivie de matériels lourds tirés par des attelages de 3 à 8 paires de bœufs.

### Point extrême de résistance
Celui-ci est difficile à déterminer. Jusqu'à quel point la garnison doit-elle pousser sa résistance ?
Vauban considérait que la résistance à outrance n'était pas obligatoire, ni pour une place forte, ni pour sa citadelle. Son rôle est de surveiller une route, une partie de la frontière. Elle est là essentiellement pour permettre à l'armée de campagne de se refaire après une défaite, ou de se rassembler afin de la secourir et de la débloquer. Toujours d'après Vauban, le sacrifice final n'est pas la meilleure solution, et de loin : il vaut toujours mieux, après un siège de quelques mois qui aura entamé les forces de l'adversaire, se retirer avec armes et bagages, et rejoindre le gros des troupes du roi.

## Réseau de places fortes
La fortification d'une place se fait souvent en fonction d'un environnement large : la place forte n'existe que par rapport à ses voisines, à tout un réseau de points fortifiés s'appuyant les uns sur les autres.
En France, après 1650, on défend essentiellement des avenues qui, sans les places, seraient ouvertes aux invasions. Pour parfaire cette défense, on construit une barrière en profondeur : ainsi les places s'appuient les unes sur les autres.
La multiplicité des places sur le passage des armées d'invasion obligeaient celles-ci à de multiples sièges, ce qui les diminuait (fatigue du siège, pertes lors du siège et troupes indisponibles car retenues dans ces sièges). Le ralentissement de la progression de l'invasion peut parfois conduire à une victoire : exemple de Denain.
Cependant, une place est rarement incontournable : ainsi de Langres, très bien défendue mais évitée en 1870. Manquant de troupes mobiles, elle ne put pas gêner les arrières des Prussiens, et le dispositif n'ayant pas de profondeur, ils ne s'attardèrent pas non plus au siège d'autres places fortes. Si l'on considère la guerre comme un échiquier, il faut toujours conserver des pièces qui empêchent de se faire tourner et ne pas se contenter d'une seule en élément avancé, aussi formidable que soit sa puissance. Cela évite la mésaventure de la ligne Maginot.

### Front de mer

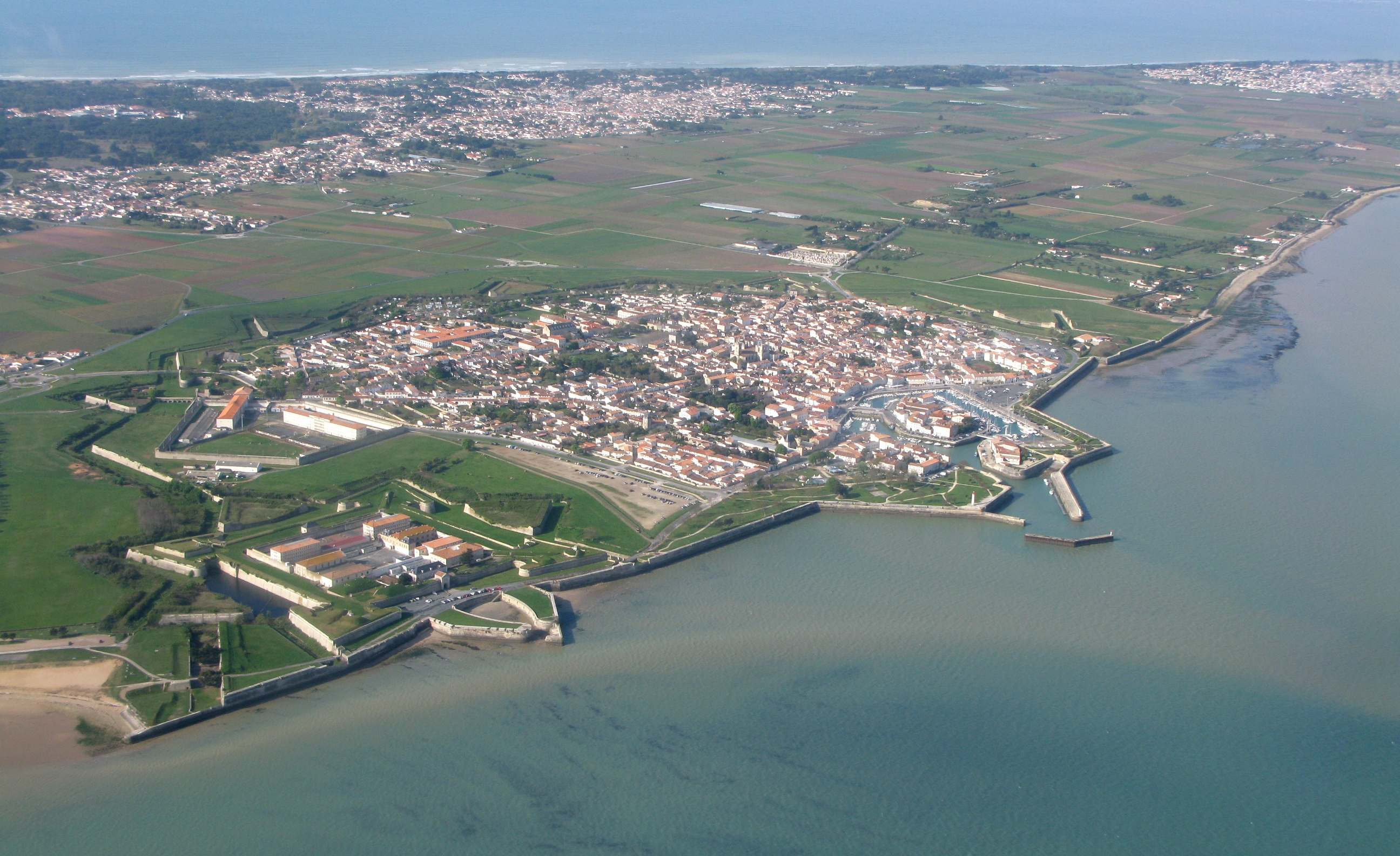
Citadelle construite par Vauban à Saint-Martin-de-Ré.

On oublie souvent d'évoquer les places de front de mer : dans le système vaubanien, elles étaient pourtant au moins aussi importantes que celles du nord et de l'est de la France. Leur rôle est bien sûr d'empêcher tout débarquement : au XVIIe siècle et au XVIIIe siècle, l'Angleterre en avait une ceinture, mais uniquement sur la côte sud.
Vauban conçoit d'une manière particulière la défense d'une île. Saint-Martin-de-Ré, à l'image de ce qui est réalisé plus tard au Palais à Belle-Île ou au Château-d'Oléron, est un exemple de réduit insulaire conçu par Vauban. Ces enceintes, aux dimensions colossales, devaient accueillir l'ensemble de la population îlienne en cas de débarquement ennemi.
On peut citer comme exemples de débarquements empêchés les batailles de Saint-Cast, en 1758, à côté de Saint-Malo, ou encore les tentatives anglo-hollandaises de 1691 et 1694 sur Camaret.